# Symphonie no 70 de Joseph Haydn
La Symphonie no 70 en ré majeur Hob. I:70 est une symphonie du compositeur autrichien Joseph Haydn. Composée en 1778-1779, elle se distingue par une qualité d'écriture contrapuntique remarquable.

## Analyse de l'œuvre
1. Vivace con brio, en ré majeur, à 
, 179 mesures
2. Andante, en ré mineur/en ré majeur, à 
, 130 mesures, violons jouant avec des sourdines
3. Menuet - Trio, en ré majeur, à 
, 62 mesures
4. Allegro con brio, en ré mineur, en ré majeur à partir de la mesure 162, à , 194 mesures

Durée : environ 20 minutes

## Instrumentation
- 1 flute, 2 hautbois, 1 basson, 2 cors en fa, 2 trompette en ut, timbales, cordes.